# Toni Kuivasto
Toni Kuivasto (født 31. december 1975 i Tampere, Finland) er en finsk tidligere fodboldspiller (forsvarer). Han spillede 74 kampe for det finske landshold over en periode på 13 år.
Kuivasto repræsenterede på klubplan flere klubber i hjemlandet, og havde også længerevarende ophold i Norge hos Viking og i Sverige hos Djurgården. Han vandt to svenske mesterskaber med sidstnævnte i henholdsvis 2003 og 2005.

## Titler
Finsk pokal
- 2000 med HJK Helsinki

Norsk pokal
- 2001 med Viking

Allsvenskan
- 2003 og 2005 med Djurgården

Svensk pokal
- 2004 og 2005 med Djurgården